# Genvorhersage
Unter Genvorhersage oder Annotation versteht man das A-priori-Auffinden von Genen innerhalb einer Nukleotidsequenz anhand von typischen Mustern wie beispielsweise Promotor, Start und Stopsignale von Introns. 
Dazu werden im Rahmen der Bioinformatik verschiedene Rechenmethoden und Algorithmen verwendet, darunter statistische Sequenzanalyse, Markow-Ketten, künstliche neuronale Netze zur Mustererkennung, und andere.
Zur besseren Differenzierung werden beispielsweise Informationen über die offenen Leserahmen (ORF) genutzt.
Da Prokaryoten keine Introns besitzen, muss das Gen in einer fortlaufenden Sequenz zwischen Startcodon und Stopcodon liegen.
Die Vorhersage der Gene kann mit Hilfe der Sequenzierung von cDNA aus mRNA verifiziert werden. 
Ein Beispiel für ein bekanntes Modell zur Genvorhersage ist das Programm GENSCAN.